# Émile Gripon
Émile Gripon, né le 20 avril 1825 à Château-Gontier et mort le 8 avril 1912 à Rennes, est un normalien, professeur de physique à la Faculté des sciences de Lille et à l'École des arts industriels et des mines (École centrale de Lille), puis à la faculté des sciences de Rennes. 

## Biographie
Il entre à l'École normale en 1844. Il fut d'abord enseignant en lycée à Saint-Étienne, Avignon, Brest, Angers (1852-1865). Après sa thèse, il passa trois ans à la Faculté des sciences de Lille, puis le reste de sa carrière à la faculté des sciences de Rennes. Il acheva sa carrière comme auteur pédagogue de livres pour l'enseignement secondaire.
Il est connu pour des études d'acoustique et vibrations.

### Recherches
- Émile Gripon, Recherches sur les tuyaux d'orgue à cheminée : Thèse présentée à la Faculté des sciences de Paris. N° 257, impr. de Cosnier et Lachèse, 1864(BNF 30543373)
- Émile Gripon, Recherches du pouvoir conducteur du mercure pour la chaleur, vol. 3e, L. Danel, coll. « Mémoires de la Société impériale des sciences, de l'agriculture et des arts de Lille / 3e », 1866(BNF 30543372)
- Émile Gripon, Étude des vibrations d'une masse d'air renfermée dans une enveloppe biconique, vol. 7e, L. Danel, coll. « Mémoires de la Société impériale des sciences, de l'agriculture et des arts de Lille / IIIe », 1869(BNF 30543368)
- Émile Gripon, Sur les vibrations transversales des fils et des lames minces, 10e, L. Danel, coll. « Mémoires de la Société des sciences, de l'agriculture et des arts de LilleSociété des sciences, de l'agriculture et des arts de Lille / 3e », 1872(BNF 30543377)

### Cours
- Enseignement spécial 1868-1869
  - Émile Gripon, Enseignement secondaire spécial. Première année. Notions préliminaires de physique, E. Belin, 1868 (BNF 30543365)
  - Émile Gripon, Enseignement secondaire spécial. Deuxième année. Cours élémentaire de physique appliquée aux arts industriels, E. Belin, 1868
  - Émile Gripon, Enseignement secondaire spécial. Troisième année. Cours élémentaire de physique appliquée aux arts industriels, Chaleur, électricité, acoustique, optique, E. Belin, 1869 (BNF 30543367)

- Autres cours
  - Émile Gripon, Cours élémentaire de physique appliquée aux arts industriels, E. Belin, 1ere, 2e et 3e année1868
  - Enseignement secondaire. Traité de cosmographie élémentaire, E. Belin, 1874
  - Cours élémentaire de physique, rédigé conformément aux programmes officiels du 2 août 1880, Vve E. Belin et fils, 1882-1883
  - Résumé de leçons élémentaires de physique et de chimie, rédigé conformément aux programmes officiels du 2 août 1880, Classe de sixième, Vve E. Belin et fils, 1882
  - Cours complet de physique à l'usage de l'enseignement secondaire classique et de l'enseignement secondaire spécial, Vve E. Belin et fils, 1884 (BNF 30543360)
  - Résumé de leçons élémentaires de physique et de chimie, rédigé conformément aux programmes officiels du 2 août 1880, Classe de sixième, Vve E. Belin et fils, 1884
  - Traité élémentaire de physique appliquée, à l'usage des écoles normales primaires, des écoles primaires supérieures, de l'enseignement secondaire spécial et des candidats au baccalauréat ès lettres, Vve E. Belin et fils, 1884
  - Éléments usuels des sciences physiques et naturelles : à l'usage des écoles primaires, Vve E. Belin et fils, 1885
  - Précis élémentaire des sciences physiques et naturelles, à l'usage des écoles normales primaires, des écoles primaires supérieures et des candidats au brevet élémentaire, Vve E. Belin et fils, 1887
  - Traité élémentaire de physique appliquée, à l'usage des écoles normales primaires, des écoles primaires supérieures, de l'enseignement secondaire spécial et des candidats au baccalauréat ès lettres, Belin frères, 1890
  - Cours complet de physique, à l'usage de l'enseignement secondaire classique et de l'enseignement secondaire spécial, Belin frères
  - Notions de physique, à l'usage des écoles primaires supérieures, ouvrage rédigé conformément aux programmes officiels de 1893, Paris, Belin frères, 1906. Texte en ligne disponible sur LillOnum